# Société nautique d'Avignon
Maillots
La Société nautique d'Avignon est une place forte de l’aviron français.
Elle propose la pratique de l’aviron sur le Rhône au pied du Pont D’Avignon et du Palais des Papes.
Il s’agit d’un club formateur jusqu’aux champions (tel que Jérémie Azou: champion du monde 2011,2015,2017 et champion olympique 2016).
Porteuse de valeurs positives comme la solidarité et le respect de l’environnement, sport amateur et sport de compétition, la SNA s’investit fortement dans le développement de l’aviron sous toutes ses formes.

## Licenciés
Le club comprend des rameurs de tout premier plan, notamment sept rameurs sélectionnés aux Jeux Olympiques, dont René Duhamel, ou Jérémie Azou, finaliste aux Jeux olympiques d'été de 2012. Ils ont également été médaillés aux Championnats du Monde. Autres membres de l'élite du club, Charlotte Culty.

## Classement

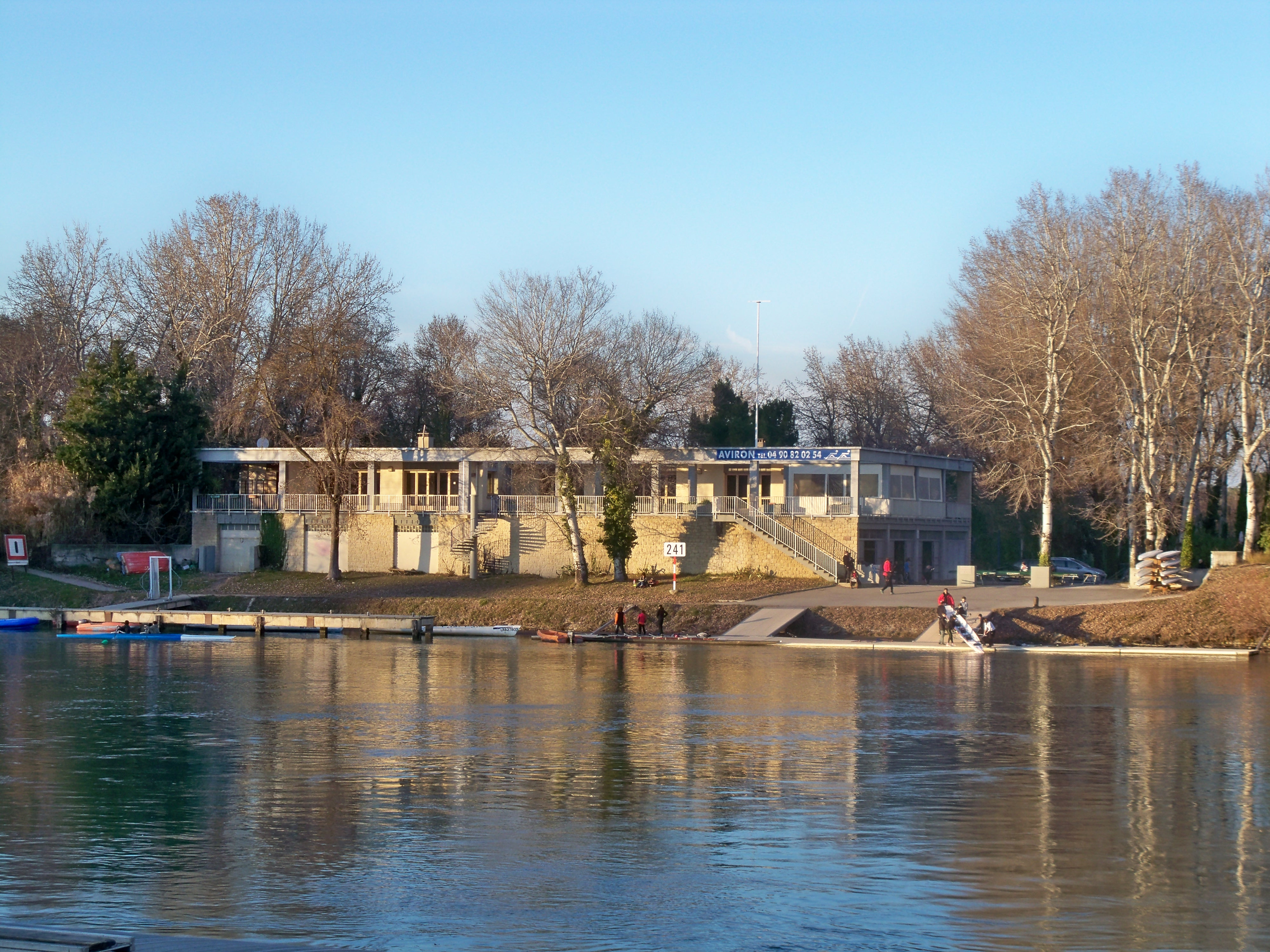
Locaux de la Société nautique d'Avignon

|                                                                  | 1993 | 1994 | 1995 | 1996 | 1997 | 1998 | 1999 | 2000 | 2001 | 2002 | 2003 | 2004 | 2005 | 2006 | 2007 | 2008 | 2009 | 2010 | 2011 | 2012 | 2019 |
| ---------------------------------------------------------------- | ---- | ---- | ---- | ---- | ---- | ---- | ---- | ---- | ---- | ---- | ---- | ---- | ---- | ---- | ---- | ---- | ---- | ---- | ---- | ---- | ---- |
| Classement général                                               | 41   | 7    | 4    | 7    | 7    | 4    | 4    | 7    | 8    | 12   | 7    | 24   | 17   | 14   | 22   | 25   | 19   | 17   | 12   | 22   | 103  |
| Classement masculin                                              | 36   | 3    | 1    | 4    | 4    | 2    | 3    | 5    | 4    | 10   | 14   | 28   | 41   | 15   | 23   | 43   | 30   | 30   | 23   | 24   | 47   |
| Classement féminin                                               | 68   | 46   | 46   | 40   | 20   | 7    | 6    | 21   | 10   | 13   | 3    | 24   | 6    | 17   | 12   | 11   | 9    | 10   | 2    | 19   | 39   |
| Classement jeunes                                                |      |      |      |      |      |      |      |      |      |      |      |      |      |      |      | 10   | 19   | 13   | 19   | 27   | 50   |
| Classement Mer                                                   |      |      |      |      |      |      |      |      |      |      |      |      |      |      |      |      | 10   | 10   | 13   | 28   | 12   |
| Sources: Classements annuels de la fédération française d'aviron |      |      |      |      |      |      |      |      |      |      |      |      |      |      |      |      |      |      |      |      |      |